# کوسول
کوسول (به فرانسوی: Caussols) یک کمون در فرانسه است که در canton of Le Bar-sur-Loup واقع شده‌است.

## خصوصیات
کوسول ۲۷٫۳۹ کیلومترمربع مساحت و ۲۳۱ نفر جمعیت دارد و ۱٬۲۰۰ متر بالاتر از سطح دریا واقع شده‌است.